# Вальтер Гертель
Вальтер Гертель (нім. Walter Hertel; 26 лютого 1898, Мансфельд — 8 липня 1983, Штутгарт) — німецький офіцер, генерал-інженер люфтваффе (1942).

## Біографія
В 1916 році вступив у піхотний полк «Граф Кірхбах» №46. Учасник боїв у Фландрії і Північній Франції, був тричі поранений. В 1919-20 роках служив у прикордонній охороні в Сілезії. В 1921-24 роках вивчав загальне машинобудування (в першу чергу — автомобіле- і літакобудування) в Штутгартському університеті. В 1924-26 роках — науковий співробітник кафедри автомобіле- і літакобудування, потім помічник на кафедрах заводської організації, машинобудування, автомобіле- і літакобудування. В 1928 році переведений у відділ авіаційної техніки і розробки літаків, потім —купівлі літаків і розширення виробництва Управління озброєння сухопутних військ в Берліні.
В 1933-45 роках — співробітник Імперського міністерства авіації, спочатку очолював групу закупівлі літаків, потім — відділ, який представляв інтереси Технічного управління міністерства в міністерстві боєприпасів. Відповідав за купівлю всього технічного обладнання. В 1944-45 роках виконував особливі доручення в штабі Ергарда Мільха і був членом контрольної ради фірми Junkers Luftverkehr AG. Після війни потрапив в американський полон. В 1947 році виступав свідком на Нюрнберзький процесі у справі Ергарда Мільха.

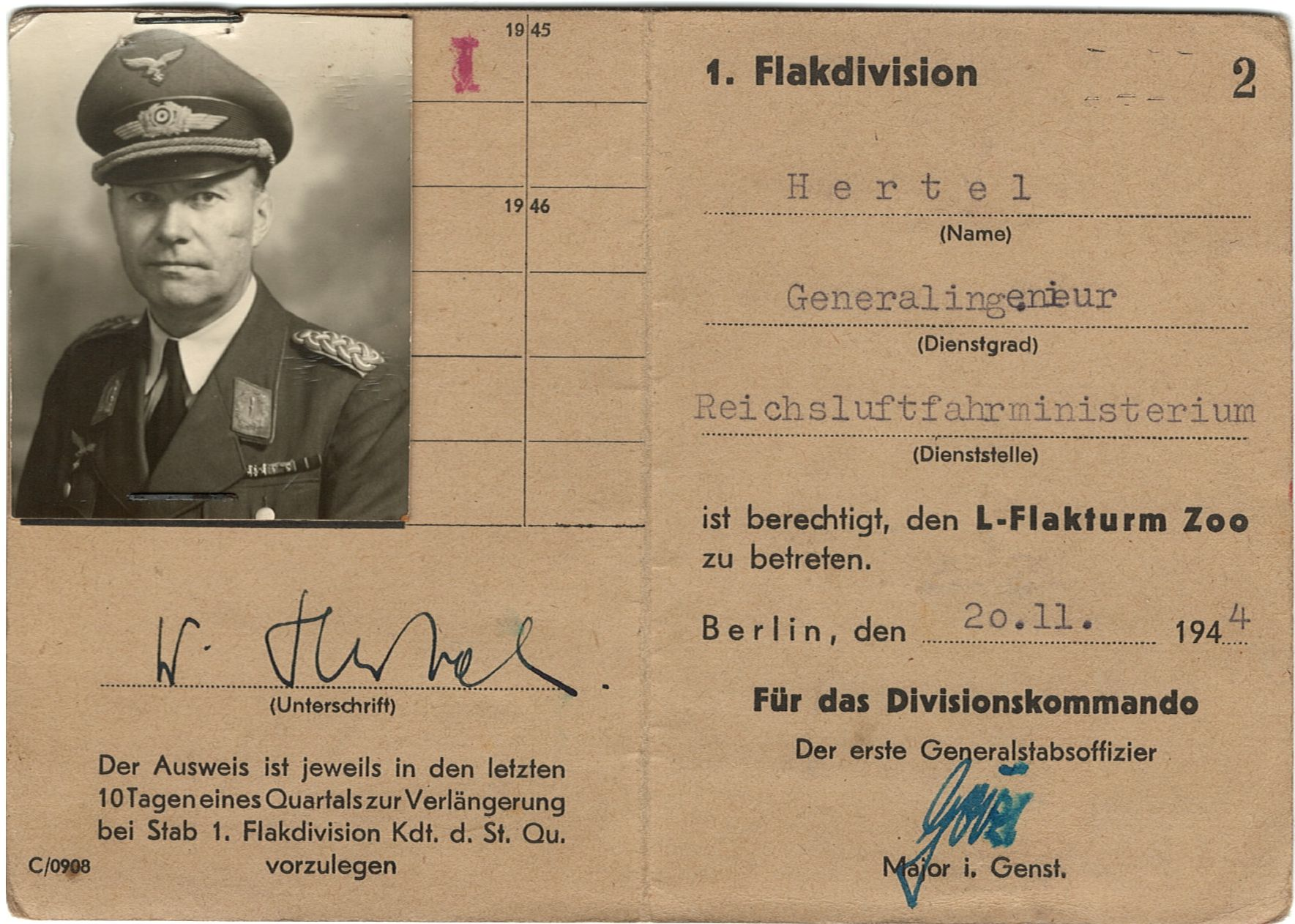
Перепустка Гертеля в зенітну вежу біля Берлінського зоопарку, видана 20 листопада 1944 року.

Після звільнення працював столяром. В 1949 році став інженером машинобудівної і металургійної компанії Albert Stotz AG, потім став начальником відділу. В 1969 році вийшов на пенсію і став позаштатним співробітником Дослідницького управління військової історії у Фрайбурзі.

## Нагороди
- Залізний хрест 2-го і 1-го класу
- Нагрудний знак «За поранення» в сріблі
- Почесний хрест ветерана війни з мечами
- Медаль «За вислугу років у Вермахті» 4-го і 3-го класу (12 років)
- Хрест Іспанської фаланги
- Хрест Воєнних заслуг 2-го і 1-го класу з мечами
- Орден Святої Корони, командорський хрест 1-го класу з військовою відзнакою і мечами (Угорщина)
- Почесний член студентського корпусу «Ренанія» (Штутгарт)